# Good Boys
Good Boys is een Amerikaanse film uit 2019 van regisseur Gene Stupnitsky met in de hoofdrol o.a. Jacob Tremblay. 

## Verhaal
Max, Lucas en Thor zijn beste vrienden en onafscheidelijk. Alleen zijn ze ook de buitenbeentjes op school. Max wordt op een gegeven moment uitgenodigd voor het feestje van Soren. Hij weet te regelen dat Lucas en Thor ook mee mogen. Ze horen dat het een zogenaamd zoenfeestje is, maar hebben nog geen ervaring met zoenen. Ze besluiten om de drone van de vader van Max, waar Max absoluut niet aan mag komen, te gebruiken om te spieken bij het buurmeisje, die veel zoent met haar vriendje, hoe je moet zoenen. Als Max en Thor ruzie krijgen over wie de drone mag besturen raken ze de controle kwijt en landt de drone in de tuin van de buren. Het buurmeisje ziet de drone en neemt deze in beslag. Als de jongens bij haar aanbellen om de drone terug te krijgen, blijkt dat ze de drone niet wil teruggeven. Uiteindelijk is ze toch bereid de drone terug te geven in ruil voor haar tas die de jongens meegenomen hadden. Na de ruil is Max zo blij de drone terug te hebben dat hij niet oplet waar hij vliegt en vliegt de drone te pletter tegen de schoolbus. Als ze na rondbellen van een winkel te horen krijgen dat ze nog een drone van hetzelfde type hebben, begint een avontuur om bij de winkel te komen om de drone te kopen.

## Rolverdeling
| Acteur            | Personage | Opmerking                         |
| ----------------- | --------- | --------------------------------- |
| Jacob Tremblay    | Max       |                                   |
| Keith L. Williams | Lucas     |                                   |
| Brady Noon        | Thor      |                                   |
| Molly Gordon      | Hannah    | Buurmeisje                        |
| Midori Francis    | Lily      | Beste vriendin van het buurmeisje |
| Izaac Wang        | Soren     |                                   |